# Nkinga
Nkinga är en ort i Tanzania, som ligger i distriktet Igunga i regionen Tabora. Den hade en befolkning på 21 608 invånare vid folkräkningen 2012. Samhället har vuxit upp kring en missionsstation, som grundades 1936.  
I Nkinga ligger Nkinga referral hospital, ett missionssjukhus som invigdes 1961 och har sina rötter i Pingstmissionens missionsstation. Det drivs idag av Free Pentecostal Churches of Tanzania. Vid sjukhuset finns också en sjuksköterskeskola.